# Geranomyia aequabilis aequabilis
Geranomyia aequabilis là một phân loài ruồi của loài Geranomyia aequabilis trong họ Limoniidae. Chúng phân bố ở vùng Tân nhiệt đới.